# Загрљеници
„Загрљеници” је југословенски ТВ филм из 1983. године. Режирао га је Милан Билбија а сценарио је написао Миодраг Жалица.

## Улоге
| Глумац                 | Улога    |
| ---------------------- | -------- |
| Јелисавета Сека Саблић | Хионија  |
| Мирко Краљев           | Филип    |
| Санда Крго             | Олга     |
| Каћа Челан             | Марика   |
| Душан Травар           | Михаил   |
| Гордана Магаш          | Гатара   |
| Анђелко Шаренац        | Гњаватор |
| Садик Мехмедовић       | Гогољ    |
| Биљана Шаранчић        | Ана      |
| Нермин Тулић           |          |